# Oleksandr Demčenko
Oleksandr Viktorovyč Demčenko (in ucraino Олександр Вікторович Демченко?; Vinnycja, 13 febbraio 1996) è un calciatore ucraino, centrocampista del Kolos Kovalivka.

## Carriera
Cresciuto calcisticamente nelle giovanili di Nyva Vinnycja e Šachtar, tra il 2016 e il 2019 gioca con le formazioni dilettantistiche di Abano e Portuense, in Italia. Ritorna successivamente in patria, vestendo le maglie di Nyva Vinnycja, Nyva Ternopil' e Kremin' Kremenčuk.
Nel 2021 si trasferisce all'Oleksandrija, grazie alla quale esordisce nella massima serie ucraina.